# Guinea-bissauisch-kapverdische Beziehungen
Die guinea-bissauisch-kapverdischen Beziehungen umfassen das zwischenstaatliche Verhältnis zwischen Guinea-Bissau und Kap Verde. Die Geschichte beider Länder ist seit ihrer Zugehörigkeit zum Portugiesischen Weltreich ab dem 15. Jahrhundert eng miteinander verbunden.
Die gegenseitigen Einwanderergemeinden und die enge Sprachenverwandtschaft des guinea-bissauischen und des kapverdischen Kreol (port. Crioulo) sind bis heute lebendige Verbindungselemente zwischen den beiden Staaten. Zudem arbeiten sie in einer Reihe bilateraler Organisationen zusammen. So gehören sie beide u. a. der Gemeinschaft der Portugiesischsprachigen Länder, der Staatengruppe afrikanischer Staaten mit Amtssprache Portugiesisch (PALOP), der Lateinischen Union und den verschiedenen UN-Organisationen an.
2017 lebten nach Angaben der guinea-bissauischen Behörden etwa 9000 Staatsbürger Guinea-Bissaus in Kap Verde, während 2007 etwa 2000 kapverdischstämmige Bürger in Guinea-Bissau lebten.

## Geschichte

### 15. Jahrhundert bis 19. Jahrhundert

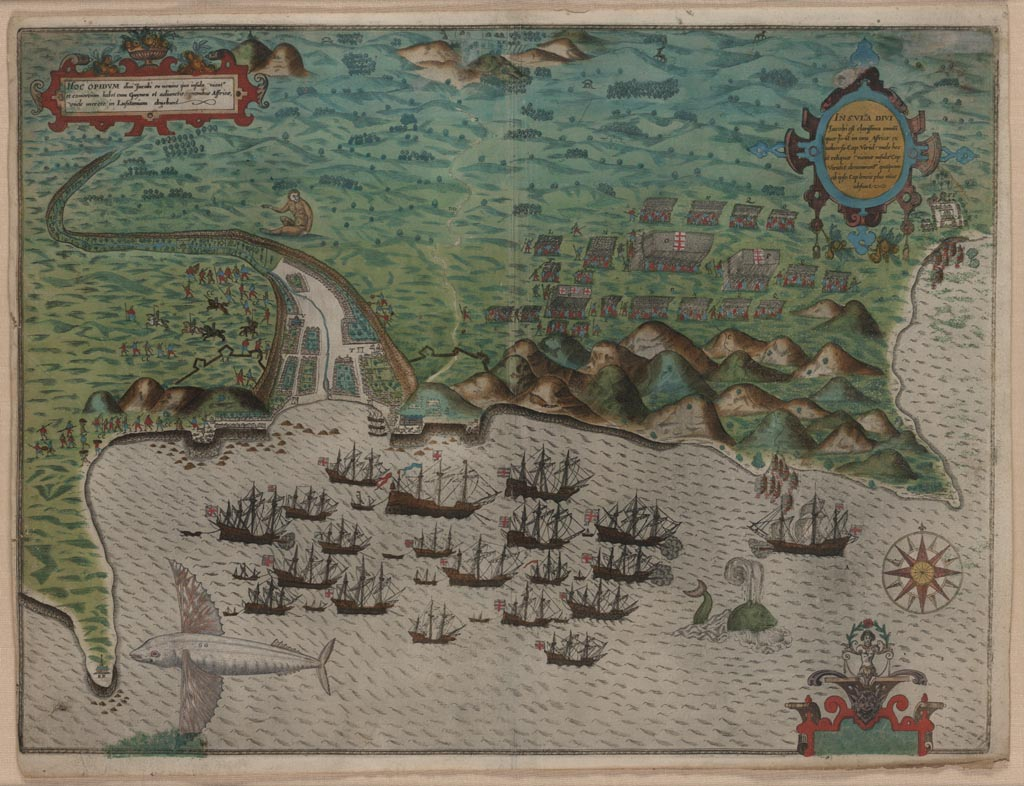
Ribeira Grande auf Santiago (1589), Sitz der Verwaltung von Kap Verde und Portugiesisch-Guinea bis 1879 (Karte von Baptista Boazio)

Portugal nahm die unbewohnten Kapverdischen Inseln 1456 in Besitz und begann um 1461 die dauerhafte Besiedlung mit der Errichtung eines Militärpostens auf der Insel Santiago, aus dem sich danach der Hauptort Ribeira Grande entwickelte. Die Portugiesen errichteten 1495 hier die erste christliche Kirche südlich der Sahara und die Kapverden wurden Sitz eines Generalgouverneurs und damit erste offizielle Kolonie des entstehenden Portugiesischen Weltreichs.
1446 erreichte Nuno Tristão das Gebiet des heutigen Guinea-Bissau, 1456 ging Diogo Gomes als erster Europäer hier an Land, in Porto Gole. Ribeira Grande wurde ein Zentrum des Sklavenhandels, wohin auch aus dem heutigen Guinea-Bissau Sklaven zum Weiterverkauf gebracht wurden, insbesondere aus Cacheu, einer 1588 an der Küste Guinea-Bissaus gegründeten Faktorei, die 1614 zu einer von Kap Verde aus verwalteten Kolonie wurde.
Die Begegnung der Sklaven der verschiedenen Heimatregionen Westafrikas mit den portugiesischen Kolonialherren löste dabei die erste Kreolisierung der Kolonialgeschichte aus. Die heute in Guinea-Bissau und Kap Verde gesprochene guinea-bissauische bzw. kapverdische Kreolsprache auf Basis des Portugiesischen fand hier ihren Ursprung.
Während Ribeira Grande als Zwischenstation für den Überseehandel im Verlauf des 16. Jahrhunderts wohlhabend wurde, entwickelten sich im heutigen Guinea-Bissau kaum bedeutende Ortschaften. Auch mit Ausweitung der portugiesischen Einflusssphäre auf dem Festland blieb Portugiesisch-Guinea von Kap Verde aus verwaltet.
Die Portugiesen betrieben auf den Kapverdischen Inseln Plantagenwirtschaft, jedoch sorgten die geringen Niederschläge und häufigen Dürreperioden seither immer wieder für Hungersnöte, bei denen immer wieder Tausende Menschen starben, meist ohne größere Hilfe aus dem Mutterland zu erhalten. Mit der weiter steigenden Einwohnerzahl im 17. und 18. Jahrhundert nahmen diese Hungersnöte zu. Als im Verlauf des 18. Jahrhunderts die Plantagenwirtschaft der Portugiesen auf den Kapverden immer unmöglicher wurde und die Hungersnöte zunahmen, gaben viele portugiesische Unternehmer auf und ließen ihre Sklaven frei, noch vor der Abschaffung der Sklaverei. Menschen mit gemischt europäischer und afrikanischer Abstammung machen seither einen Großteil der Bevölkerung der Kapverden aus.
Eine Reihe Kapverdier ging in dem Zug auch ans Festland ins heutige Guinea-Bissau, wo bereits traditionell eine Reihe Kapverdier als Verwaltungsbeamte eingesetzt waren und die Verwaltungs- und Bildungselite und mitbestimmende wirtschaftliche Schicht stellten.

### Von 1900 bis zur Unabhängigkeit 1974

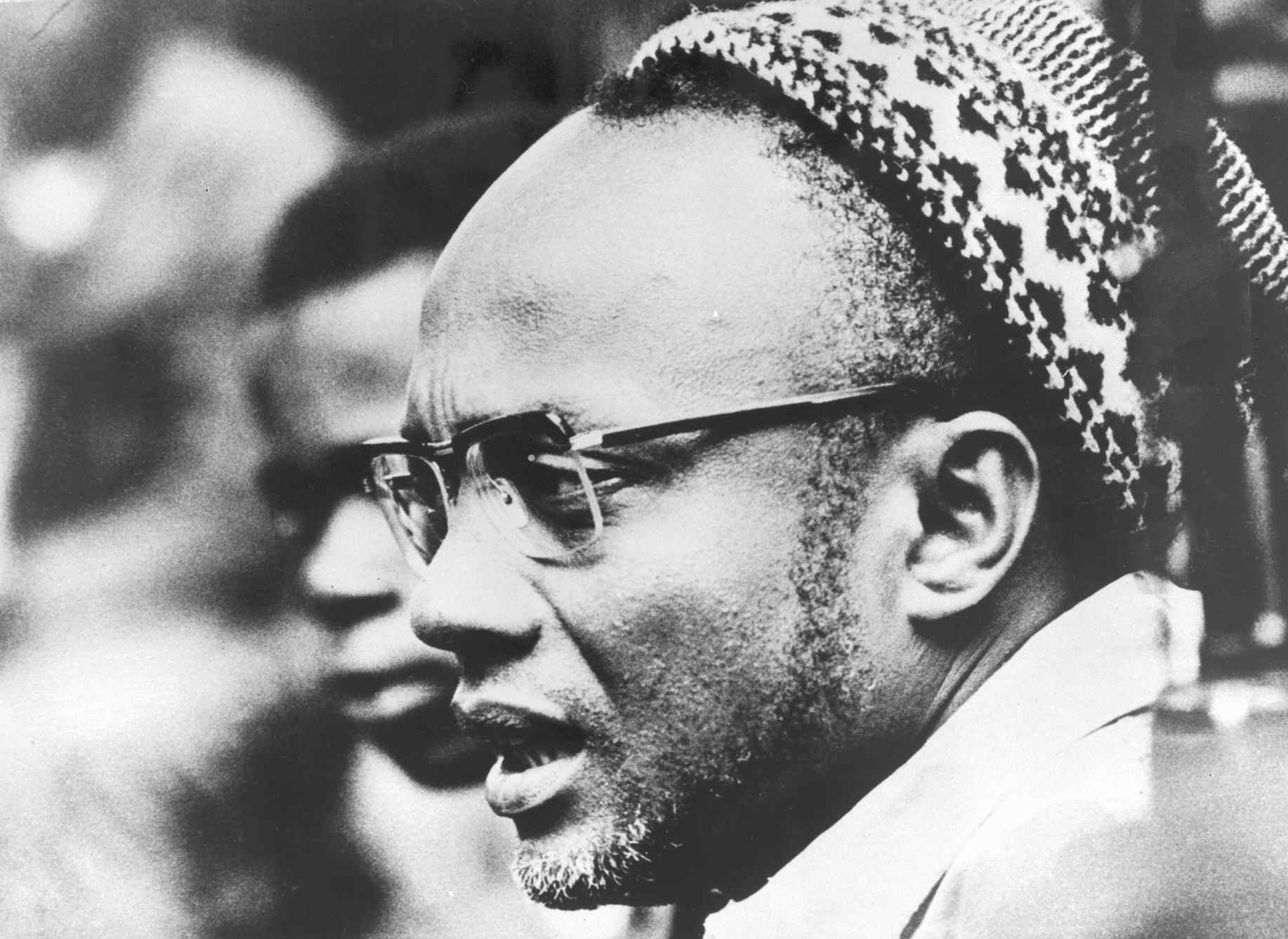
Amílcar Cabral (1964), in Guinea-Bissau geborener Kapverdier: er gilt beiden Ländern als Vater ihrer Unabhängigkeit, war dabei aber auch ein Symbol der kapverdischen Elite in Guinea-Bissau

Der Erste Weltkrieg 1914 beendet die bescheidene Wachstumsphase auf den Kap Verden, und die Auswanderung verstärkte sich danach wieder. Das portugiesische Mutterland unternahm zumeist nur wenig zur Abmilderung der Nöte auf den Kapverden.
Während der semi-faschistischen Salazar-Diktatur in Portugal ab den 1930er Jahren erfuhr Kap Verde eine relative Wirtschaftserholung und einen Ausbau seiner Bildungseinrichtungen. Das höhere Bildungsniveau im Vergleich zu den übrigen Kolonien blieb damit erhalten und trug zum Nachschub an Verwaltungsbeamten für die portugiesische Kolonien bei. In Guinea-Bissau gab es ebenfalls eine spürbare Entwicklung, abzulesen u. a. an den Bauten der 1940er bis 1960er Jahre in der Hauptstadt Bolama (bis 1941) bzw. Bissau (seit 1941), jedoch blieben Verwaltung, Militär und Handel hier weiter überwiegend in der Hand von Portugiesen und Kapverdiern.
1951 erhielt Kap Verde als erste Kolonie den Status einer portugiesischen Überseeprovinz, 1952 folgte Guinea-Bissau. Dieser Status war jedoch kaum mehr als kosmetischer Natur, und die aufkommende Unabhängigkeitsidee nahm in beiden Ländern weiter zu.
Insbesondere Amílcar Cabral, in Guinea-Bissau geborener Sohn kapverdischer Eltern, wurde danach die zentrale Figur des antikolonialen Kampfes beider Länder gegen das portugiesische Estado-Novo-Regime, das mit repressiver Härte reagierte. Der Widerstandskampf wurde im Wesentlichen von der 1956 gegründeten, gemeinsamen Unabhängigkeitsbewegung Partido Africano da Independência da Guiné e Cabo Verde (dt.: „Afrikanische Partei für die Unabhängigkeit von Guinea und Kap Verde“) geführt.

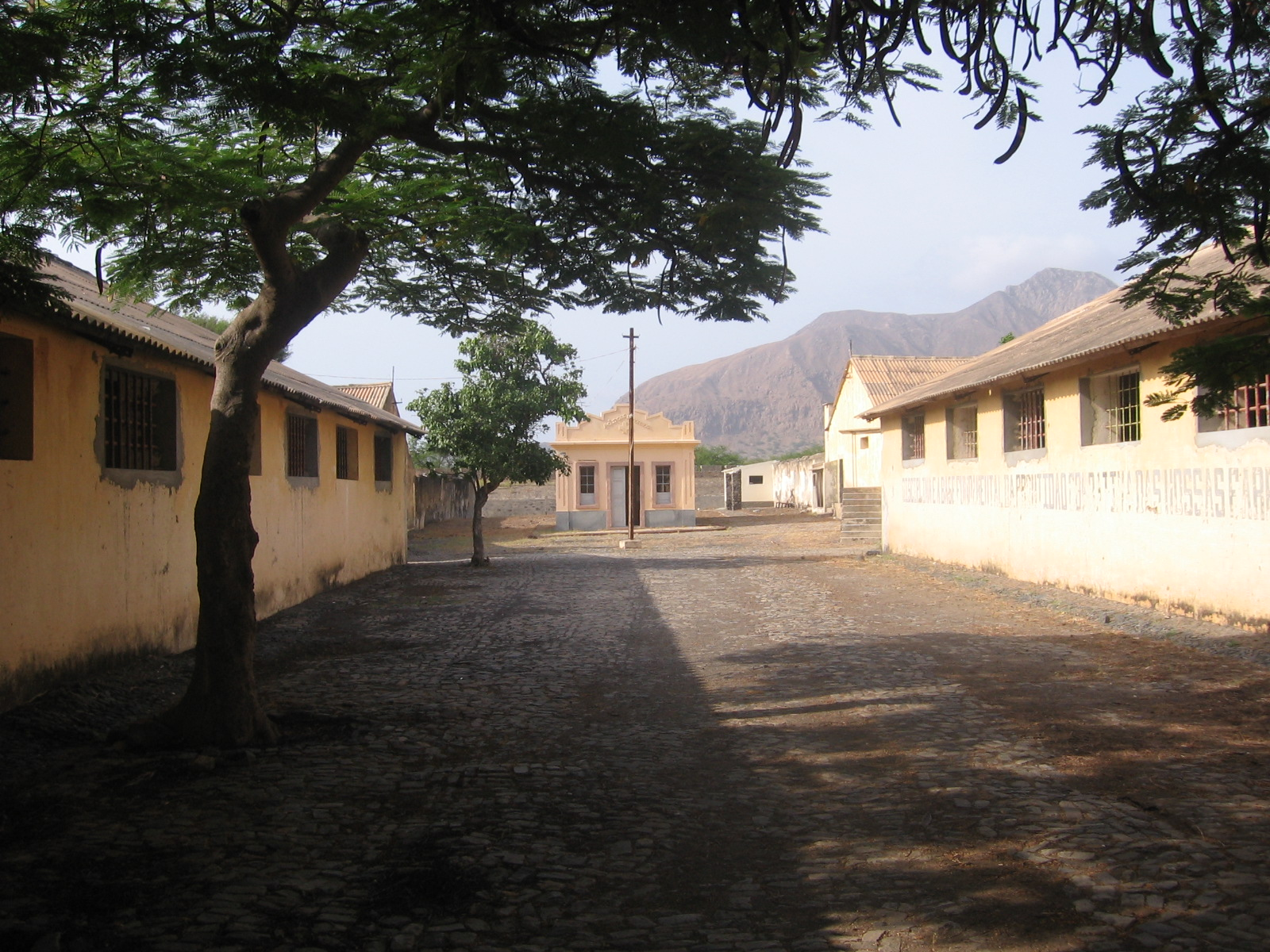
Im Campo do Tarrafal, zentrales politisches Gefängnis der portugiesischen Diktatur

In dem Zusammenhang baute das Regime mit dem Campo do Tarrafal sein bereits 1936 eröffnetes politisches Gefängnis auf der kapverdischen Hauptinsel Santiago zu einem Konzentrationslager aus. Widerstandsaktivisten und politische Gefangene aus dem gesamten Kolonialreich und dem Mutterland wurden hier interniert und häufig auch systematisch gefoltert, eine Vielzahl Häftlinge starb dabei.
Während in Kap Verde kein offener Guerillakrieg ausbrach, wurde Guinea-Bissau ab 1963 zum intensivsten und blutigsten Schauplatz des Portugiesischen Kolonialkriegs. Dabei kämpften Kapverdier in Guinea-Bissau auf beiden Seiten: die einen als regulär eingezogene Soldaten der Portugiesischen Streitkräfte, die anderen als Widerstandskämpfer der PAIGC, wobei es immer wieder zu gegenseitigen Überläufen kam.
Im Januar 1973 wurde Amílcar Cabral in seinem Exil in Conakry ermordet. Beschuldigte man zunächst die portugiesische Geheimpolizei PIDE als Urheber im Hintergrund, so gilt heute als sicher, dass Cabral einem internen Putsch guinea-bissauischer Militärs innerhalb der PAIGC zum Opfer fiel. Der Putsch sollte die Vorherrschaft der Kapverdier innerhalb der PAIGC beenden und war dabei auch Ausdruck einer tiefen Unzufriedenheit mit der Dominanz der kapverdischen Elite in Verwaltung, Militär und Wirtschaft in Guinea-Bissau.

### Seit der Unabhängigkeit 1974/1975

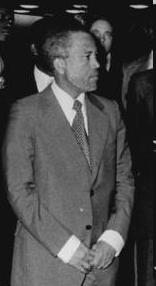
Luís Cabral, Sohn kapverdischer Eltern, war Präsident Guinea-Bissaus bis zum Putsch 1980, der ihn und unzählige weitere Kapverdier zum Verlassen des Landes nötigte

Die Nelkenrevolution am 25. April 1974 beendete schließlich die Diktatur in Portugal. In der Folge stellte das nunmehr demokratische Portugal den Kolonialkrieg ein, entließ seine afrikanischen Territorien in die Unabhängigkeit und stellte seine internationalen Beziehungen auf eine neue Grundlage. Insbesondere strebte das neue, progressive Portugal dabei partnerschaftliche Beziehungen zu einer Vielzahl afrikanischer Staaten an. In dem Zusammenhang wurden auch Guinea-Bissau (1974) und Kap Verde (1975) von Portugal unabhängig.
Die PAIGC regierte in beiden Staaten als Einheitspartei. Am 14. November 1980 sorgte ein von João Bernardo Vieira angeführter Putsch in Guinea-Bissau für ein Ende kapverdisch besetzter Schlüsselpositionen des Staates und brachte eine endgültige Trennung beider Länder, und ihre diplomatischen Beziehungen wurden abgebrochen. In Kap Verde gründete sich die Partei als Partido Africano da Independência de Cabo Verde neu, und beide Parteien gaben das Ziel einer Vereinigung der Länder endgültig auf. Erst im Juni 1982 nahmen beide Länder wieder ihre diplomatischen Beziehungen auf.
Während Kap Verde vor allem seit seiner marktwirtschaftlichen und demokratischen Öffnung in den 1990er Jahren eine andauernde Entwicklung erfährt, wurde Guinea-Bissau durch innenpolitische und wirtschaftliche Krisen in seiner Entwicklung immer wieder zurückgeworfen. So stand das trockene und rohstoffarme Kap Verde im Index der menschlichen Entwicklung (HDI) 2016 auf dem 122. Platz mit weiter steigende Tendenz, während das fruchtbare Guinea-Bissau 2014 auf dem 177. Platz mit kaum optimistischen Aussichten rangierte.
Die zwei Staaten blieben durch ihre gemeinsame Geschichte und die engen persönlichen Beziehungen weiter verbunden und näherten sich in den letzten Jahrzehnten wieder stärker an, insbesondere im Rahmen der 1996 gegründeten Gemeinschaft der Portugiesischsprachigen Länder, der beide als Gründungsmitglieder angehören.
2011 eröffnete Guinea-Bissau sein erstes Konsulat in Kap Verde, das seinerseits bereits ein Honorarkonsulat in Guinea-Bissau führte.

## Diplomatie
Das am 1. Oktober 2011 eröffnete, erste Konsulat Guinea-Bissaus in der kapverdischen Hauptstadt Praia wurde im November 2017 zur ersten Botschaft des Landes in Kap Verde erhoben. Erster Botschafter Guinea-Bissaus dort wurde M'Bala Alfredo Fernandes, früherer Geschäftsträger der guinea-bissauischen Botschaft in Portugal und Vertreter seines Landes bei der CPLP in Lissabon.
Kap Verde hat noch keine Botschaft in Guinea-Bissau eröffnet, das Land gehört zum Amtsbezirk der kapverdischen Botschaft in der senegalesischen Hauptstadt Dakar. In Bissau ist ein kapverdisches Honorarkonsulat eröffnet.

## Sport

### Fußball

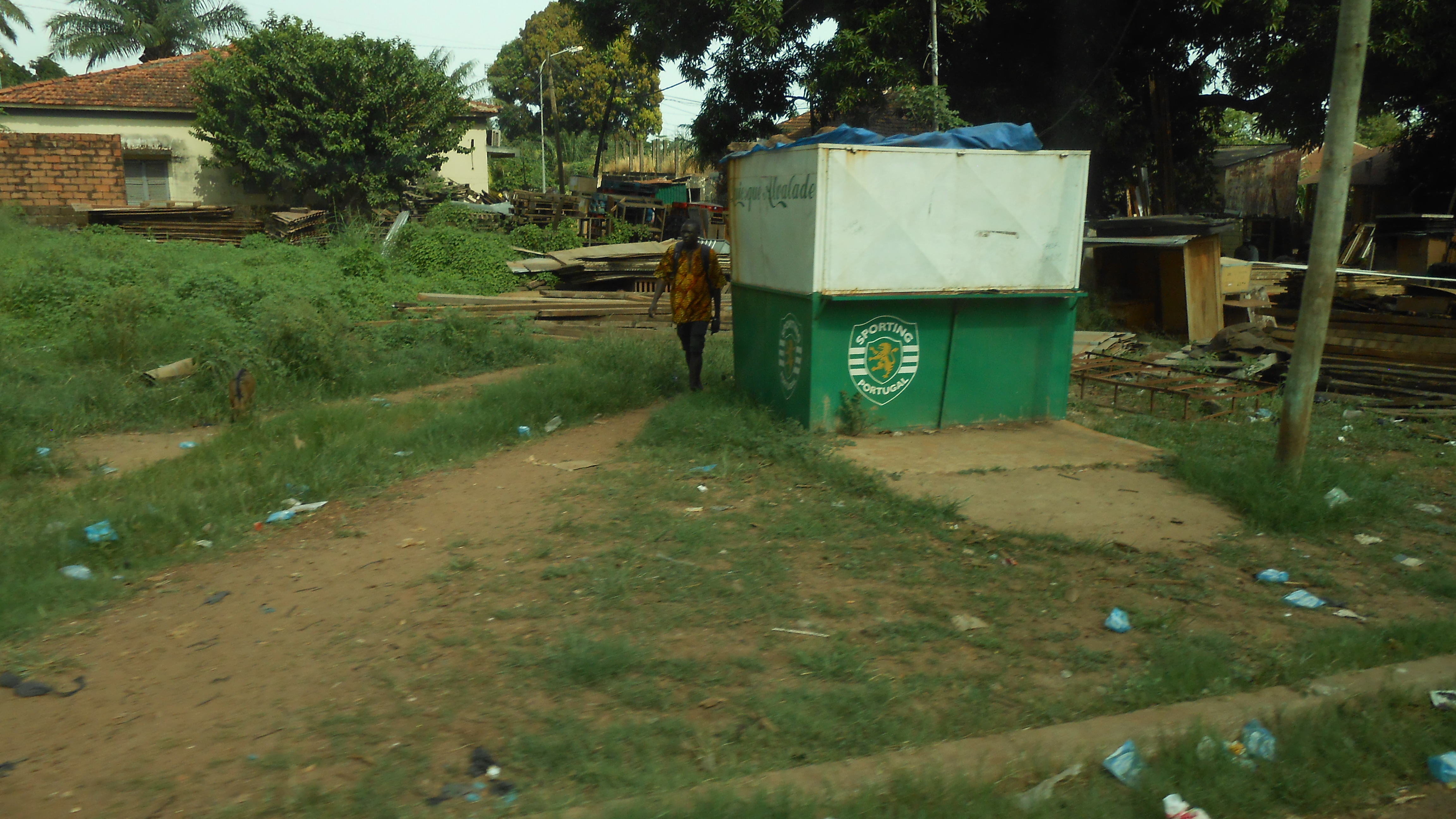
Kiosk in Bissau mit dem Emblem des portugiesischen Spitzenklubs Sporting Lissabon: der portugiesische Fußball wird in beiden Ländern tagesaktuell verfolgt

Fußball ist in beiden Ländern die populärste Sportart und in Folge der jahrhundertelangen portugiesischen Anwesenheit stark vom Fußball in Portugal geprägt. So wird das Geschehen der portugiesischen Primeira Liga von Fußballfreunden in beiden Ländern tagesaktuell verfolgt, und die oberste Spielklasse beider Länder, der Campeonato Cabo-verdiano de Futebol und der Campeonato Nacional da Guiné-Bissau, werden von Filialvereinen portugiesischer Klubs wie Sporting Lissabon, Benfica Lissabon, Académica de Coimbra oder Belenenses Lissabon dominiert, etwa die vielfachen Meister Sporting Clube de Bissau und Sport Bissau e Benfica in Guinea-Bissau oder Académica do Mindelo und Sporting Clube da Praia in Kap Verde. Im Straßenbild beider Länder sind Embleme und Trikots der drei großen portugiesischen Klubs Sporting, Benfica und FC Porto allgegenwärtig.
Die Guinea-bissauische Fußballnationalmannschaft und die Nationalauswahl Kap Verdes trafen bisher zehnmal aufeinander, mit sechs kapverdischen und zwei guinea-bissauischen Siegen, zweimal trennte man sich unentschieden (Stand Ende 2017). Erstmals spielten sie beim Amílcar-Cabral-Cup am 28. Februar 1987 gegeneinander, das Spiel in der guineischen Hauptstadt Conakry endete 0:0.

### Andere
Sportler beider Länder nahmen bisher an allen Jogos da Lusofonia teil, den Spielen der Gemeinschaft der Portugiesischsprachigen Länder.